# Quá trình đoạn nhiệt
Trong nhiệt động lực học, quá trình đoạn nhiệt (tiếng Anh: adiabatic process) là quá trình xảy ra mà không có sự trao đổi nhiệt hay vật chất giữa hệ và môi trường ngoài.Trong một quá trình đoạn nhiệt, năng lượng được trao đổi chỉ là công. Quá trình đoạn nhiệt cung cấp một cơ sở khái niệm khắt khe cho lý thuyết được sử dụng để giải thích định luật 1 của nhiệt động lực học, và do đó nó là một khái niệm quan trọng trong nhiệt động lực học.
Một số quá trình hóa học và vật lý xảy ra quá nhanh đến mức chúng được mô tả bằng thuật ngữ "xấp xỉ đoạn nhiệt", có nghĩa là không có đủ thời gian để chuyển năng lượng làm nhiệt đến hoặc đi từ hệ thống.
Ví dụ, nhiệt độ ngọn lửa đoạn nhiệt là một ý tưởng sử dụng "xấp xỉ nhiệt" để cung cấp một phép tính giới hạn trên của nhiệt độ tạo ra bởi sự đốt cháy của nhiên liệu. Nhiệt độ ngọn lửa đoạn nhiệt là nhiệt độ có thể đạt được bởi một ngọn lửa nếu quá trình đốt cháy diễn ra mà không mất nhiệt đối với môi trường xung quanh.

## Mô tả
Một quá trình không liên quan đến việc chuyển nhiệt hoặc vật chất vào hoặc ra khỏi hệ thống, do đó ΔQ = 0, được gọi là quá trình đoạn nhiệt, và một hệ thống như vậy được cho là bị cô lập về đoạn nhiệt. Giả định rằng một quá trình đoạn nhiệt là một giả định đơn giản hóa được thực hiện. Ví dụ, nén khí trong một xi-lanh của động cơ được cho là xảy ra quá nhanh đến mức quy trình thời gian của quá trình nén, ít năng lượng của hệ thống có thể được chuyển ra như là nhiệt đến môi trường xung quanh. Mặc dù các xi-lanh không được cách nhiệt và có tính dẫn điện cao, quá trình này được lý tưởng hóa để tạo ra sự dễ bay hơi. Điều tương tự có thể được nói là đúng đối với quá trình mở rộng của hệ thống như vậy.
Giả định rằng việc cô lập đoạn nhiệt một hệ thống là việc hữu ích, và chúng thường được kết hợp với nhau để tính toán diễn biến có thể của hệ. Những giả định như vậy là lý tưởng hoá. Hành vi của các máy móc thực tế lệch đi khỏi những lý tưởng hóa này, nhưng giả định về hành vi "tuyệt vời" như vật của hệ cung cấp ước lượng hữu ích đầu tiên về cách thế giới thực hoạt động. Theo Laplace, khi âm thanh di chuyển trong một chất khí, không có nhiệt bị mất đi và sự truyền âm thanh là đoạn nhiệt. Với một quá trình đoạn nhiệt như vậy, mô đun đàn hồi (suất Young) có thể diễn tả là E = γP, với γ là tỷ lệ tỷ nhiệt tại một áp suất không đổi và thể tích không đổi (γ = Cp/Cv) và P là áp suất của chất khí.

### Các ứng dụng của giả định đoạn nhiệt
Với một hệ kín, có thể viết định luật một nhiệt động lực học là: ΔU = Q + W, với ΔU là thay đổi nội năng của hệ (Q) là lượng năng lượng thêm vào dưới dạng nhiệt, và W là công tác dụng vào nó bởi môi trường xung quanh.
- Nếu hệ có tường cứng đến mức mà công không thể được truyền ra hoặc vào (W = 0), và tường của hệ không đoạn nhiệt và năng lượng được thêm vào dưới dạng nhiệt (Q > 0), và không có thay đổi pha nào, nhiệt độ của hệ sẽ tăng.
- Nếu hệ có tường cứng đến mức mà công áp suất-thể tích không thể được thực hiện, và tường của hệ đoạn nhiệt (Q = 0), nhưng năng lượng được được thêm vào là công đẳng tích dưới dạng ma sát hoặc sự khuấy của chất lưu nhớt trong hệ (W > 0), và không có thay đổi pha, nhiệt độ của hệ sẽ tăng.
- Nếu tường của hệ đoạn nhiệt (Q = 0), nhưng không cứng (W ≠ 0), cà, trong một quá trình tiêu chuẩn hóa tưởng tượng, năng lượng được thêm vào hệ dưới dạng không ma sát, công áp suất-thể tính không nhớt, và không có thay đổi pha, nhiệt độ của hệ sẽ tăng lên. Quá trình như vật được gọi là đẳng entropy và được cho là "thuận nghịch". Một cách tưởng tượng, nếu quá trình được đảo ngược, năng lượng thêm vào dưới dạng công có thể hồi phục hoàn toàn dưới dạng công thực hiện bởi hệ. Nếu hệ chứa khí có thể giám và giảm thể tích, sai số vị trí của khí sẽ giảm, và có vẻ sẽ giảm entropy của hệ, nhưng nhiệt độ của hệ sẽ tăng vì quá trình này đẳng entropy (ΔS = 0). Nếu công được thêm vào thêm một cách mà lực ma sát hoặc nhớt đang hoạt động trong hệ, thì quá trình không đẳng entropy, và nếu không có thay đổi pha, nhiệt độ của hệ sẽ tăng, mà quá trình được cho là "không thuận nghịch", và công thêm vào hệ không hoàn toàn có thể hồi phục dưới dạng công.
- Nếu tường của hệ không đoạn nhiệt, và năng lượng được truyền dưới dạng nhiệt, entropy được truyền vào hệ với nhiệt. Quá trình như vậy không đoạn nhiệt hay đẳng entropy, có Q > 0 và ΔS > 0 theo định luật hai nhiệt động lực học.

Quá trình đoạn nhiệt xảy ra tự nhiên không thuận nghịch (entropy được tạo ra). Sự truyền năng lượng dưới dạng nhiệt vào một hệ bị cô lập đoạn nhiệt có thể tưởng tượng là hai loại tột cùng lý tưởng hóa. Trong một loại như vậy, không có entropy được tạo ra trong hệ (không ma sát, phân tán nhớt, v.v), và công chỉ là công áp suất-thể tích (diễn tả bởi P dV). Trong tự nhiên, loại lý tưởng này chỉ xảy ra xấp xỉ bởi vì nó cần một quá trình chậm vô hạn và không có nguồn phân tán.
Loại thứ hai là công tột cùng dưới dạng công đẳng tích (dV = 0), trong đó năng lượng được thêm vào dưới dạng công chỉ qua ma sát hoặc phân tán nhớt trong hệ. Một máy khuấy truyền năng lượng đến một chất lưu nhớt của một hệ bị cô lập đoạn nhiệt với tường cứng, không có thay đổi pha, sẽ làm tăng nhiệt độ của chất lưu, nhưng công này không phục hồi được. Công đẳng tích không thuận nghịch. Định luật hai nhiệt động lực học quan sát rằng một quá trình tự nhiên của sự truyền nhiệt dưới dạng công, luôn bao gồm ít nhất công đẳng tích và tường có cả hai loại công tột cùng. Mỗi quá trình tự nhiên, kể cả đoạn nhiệt hay không, đều không thuận nghịch, với ΔS > 0, vì ma sát hoặc độ nhớt luôn tồn tại tới một mức độ nào đó.

## Làm nóng và làm lạnh đoạn nhiệt
Sự nén đoạn nhiệt của khí làm tăng nhiệt độ của khí. Giãn nở đoạn nhiệt phản ứng lại áp suất, hoặc co lại nếu nhiệt độ giảm. Ngược lại, giãn nở tự do là một quá trình đẳng nhiệt đối với khí lý tưởng.
Làm nóng đoạn nhiệt xảy ra khi áp suất của khí tăng do công tác dụng vào nó bởi những thứ xung quanh, vd: một cái piston nén khí trong một hình trụ đoạn nhiệt. Ứng dụng thực tế của việc này trong động cơ Diesel mà dựa vào sự thiếu tản nhiệt nhanh trong quá trình nén để tăng nhiệt độ nhiên liệu khí đủ để đốt cháy nó.
Làm nóng đoạn nhiệt xảy ra trong khí quyển Trái Đất khi một khối khí di chuyển xuống, ví dụ, trong một gió thổi xuống, gió foehn, hoặc gió chinook thổi xuống đồi qua một dãy núi. Khi một khối khí di chuyển xuống, áp suất vào khối khí tăng lên. Do áp suất tăng lên, thể tích khối khí giảm và nhiệt độ của nó tăng khi công được tác dụng vào khối khí, do đó làm tăng nội năng của nó, thể hiện bằng sự gia tăng nhiệt độ của khối khí đó. Khối khí chỉ có thể giải phóng năng lượng từ từ bằng dẫn truyền hoặc bức xạ (nhiệt), và với một xấp xỉ ban đầu nó có thể được coi là bị cô lập đoạn nhiệt và quá trình này được coi là quá trình đoạn nhiệt.
Làm lạnh đoạn nhiệt xảy ra khi áp suất lên một hệ bị cô lập đoạn nhiệt giảm xuống, khiến nó giãn nở, do đó khiến nó tác dụng lực vào môi trường xung quanh. Khi áp suất tác dụng vào một khối khí giảm đi, lượng khí trong khối nở ra; khi thể tích tăng lên, nhiệt độ giảm đi vì nội năng của nó giảm đi. Làm lạnh đoạn nhiệt xảy ra trong khí quyển Trái Đất với sự nâng địa hình và sóng lee, và nó có thể tạo thành mây pileus hoặc mây dạng thấu kính.
Làm lạnh đoạn nhiệt không cần phải liên quan đến một chất lưu. Một kỹ thuật được sử dụng để đạt được nhiệt độ rất thấp (hàng nghìn và thậm chí hàng triệu độ trên nhiệt độ không tuyệt đối) qua sự khử từ đoạn nhiệt, nơi có thay đổi trong từ trường lên một vật liệu từ được sử dụng để tạo ra làm lạnh đoạn nhiệt. Ngoài ra, thành phần của vũ trụ giãn nở có thể được diễn tả (đến bậc đầu tiên) là một chất lưu làm lạnh đoạn nhiệt. (xem cái chết nhiệt của vũ trụ.)
Macma gia tăng cũng trải qua làm lạnh đoạn nhiệt trước khi phun trào, đặc biệt quan trọng trong trường hợp macma tăng nhanh từ độ sâu lớn như kimberlite.
Thay đổi nhiệt độ như vậy có thể được định lượng bằng cách sử dụng phương trình trạng thái khí lý tưởng, hoặc phương trình thủy tĩnh đối với các quá trình khí quyển.
Trong thực tế, không có quá trình nào là thực sự đoạn nhiệt. Nhiều quá trình dựa vào một sự chênh lệch lớn về quy mô thời gian của quá trình được quan tâm và tốc độ tản nhiệt qua ranh giới của hệ, và do đó được ước lượng bằng cách sử dụng một giả định đoạn nhiệt. Luôn luôn có sự mất nhiệt, vì không có chất cách ly nào hoàn hảo.

## Khí lý tưởng (quá trình thuận nghịch)

Đối với một chất đơn giản, trong quá trình đoạn nhiệt mà thể tích tăng lên, nội năng của chất làm việc phải giảm

Công thức toán học cho một khí lý tưởng trải qua một có trình đoạn nhiệt thuận nghịch (không tạo ra entropy) có thể diễn tả bằng phương trình của quá trình đẳng dung
{\displaystyle pV^{n}=} hằng số{\displaystyle \qquad }
trong đó p là áp suất, V là thể tích, và đối với trường hợp này n = γ với 
{\displaystyle \gamma ={C_{P} \over C_{V}}={\frac {i+2}{i}},}
CP là tỷ nhiệt đối với áp suất không đổi, CV là tỷ nhiệt của thể tích không đổi, γ là chỉ số đoạn nhiệt, và i là số bậc tự do (3 đối với khí đơn nguyên, 5 đối với khí lưỡng nguyên và các phân tử thẳng hàng v.d. cacbon dioxide).
Đối với một khí lý tưởng đơn nguyên tử, γ = 5/3, và đối với khí lưỡng nguyên tử (như là nitơ và ôxi, thành phần chính của không khí) γ = 7/5. Chú ý rằng công thức trên chỉ áp dụng với khí lý tưởng cổ điển và không áp dụng với khí Bose–Einstein hoặc Fermi.
Đối với quá trình đoạn nhiệt thuận nghịch, điều sau đây cũng đúng
{\displaystyle p^{1-\gamma }T^{\gamma }=} hằng số
{\displaystyle VT^{\frac {f}{2}}=} hằng số
với T là nhiệt độ tuyệt đối. Nó có thể viết dưới dạng
{\displaystyle TV^{\gamma -1}=} hằng số

### Ví dụ về nén đoạn nhiệt
Hành trình nén trong một động cơ ga có thể được sử dụng làm một ví dụ về sự nén đoạn nhiệt. Giả định mô hình là: thể tích chưa nén của hình trụ là 1 lít (1 l = 1000 cm³ = 0,001 m³); phần khí trong không khí chỉ bao gồm phân tử ni tơ và ôxi (do đó khí lưỡng nguyên có năm bậc tự do và vậy nên γ = 7/5); Tỷ lệ nén của động cơ là 10:1 (nghĩa là, 1 l thể tích khí không nén bị giảm xuống 0,1 l bởi piston); và khí không nén ở nhiệt độ phòng và áp suất (nhiệt độ phòng ấm ~27 °C hoặc 300 K, và áp suất 1 bar = 100 kPa, vd: áp suất khí quyển điển hình tại mực nước biển).
{\displaystyle pV^{\gamma }=} hằng số1 {\displaystyle =100,000\operatorname {Pa} \times (0.001\operatorname {m} ^{3})^{\frac {7}{5}}=10^{5}\times 6,31\times 10^{-5}\operatorname {Pa} \operatorname {m} ^{21/5}=6,31\operatorname {Pa} \operatorname {m} ^{21/5}}
vậy giá trị hằng số đoạn nhiệt của ví dụ này là khoảng 6,31 Pa m4,2.
Chất khí bây giờ bị nén đến thể tích 0,1 l (0,0001 m³) (cho rằng việc này xảy ra đủ nhanh để không có nhiệt được truyền vào hoặc đi ra khỏi chất khí qua tường). Hằng số đoạn nhiệt vẫn không đổi, nhưng kết quả của áp suất không xác định
{\displaystyle pV^{\gamma }=} hằng số1 {\displaystyle =6,31\operatorname {Pa} \operatorname {m} ^{21/5}=P\times (0.0001\operatorname {m} ^{3})^{\frac {7}{5}}}
ta có P:
{\displaystyle p={\frac {6,31\operatorname {Pa} \operatorname {m} ^{21/5}}{(0,0001\operatorname {m} ^{3})^{\frac {7}{5}}}}={\frac {6,31\operatorname {Pa} \operatorname {m} ^{21/5}}{2,5\times 10^{-6}\operatorname {m} ^{21/5}}}=2,51\times 10^{6}\operatorname {Pa} }
hoặc 25,1 bar. Chú ý rằng áp suất này có thể tăng nhiều hơn là tương ứng với tỷ lệ nén đơn giản 10:1; điều này là bởi vì khí không chỉ bị nén, mà công thực hiện để nén khí cũng làm tăng nội năng của nó, biểu hiện bởi việc tăng nhiệt độ khí và một sự tăng áp suất vượt lên kết quả mà một tính toán đơn giản là 10 lần áp suất ban đầu sẽ đưa ra.
Chúng ta có cũng thể giải để tìm nhiệt độ của khí nén trong động cơ hình trụ, bằng cách sử dụng định luật khí lý tưởng, pV=nRT (n là lượng khí trong mol và R là hằng số khí của khí). Điều kiện ban đầu của chúng ta là áp suất 100 kPa, thể tích 1 l, và nhiệt độ 300 K, hằng số thí nghiệm của chúng ta (=nR) là:
{\displaystyle {pV \over T}=} hằng số2 {\displaystyle ={{10^{5}\operatorname {Pa} \times 10^{-3}\operatorname {m} ^{3}} \over {300\operatorname {K} }}=0,333\operatorname {Pa} \operatorname {m} ^{3}\operatorname {K} ^{-1}}
Ta biết khí nén có V = 0,1 l và P = 2,51×106 Pa, nên ta có thể giải để tìm nhiệt độ:
{\displaystyle T=pV/} hằng số2 {\displaystyle ={{2.51\times 10^{6}\operatorname {Pa} \times 10^{-4}\operatorname {m} ^{3}} \over {0,333\operatorname {Pa} \operatorname {m} ^{3}\operatorname {K} ^{-1}}}=753\operatorname {K} }
Nhiệt độ cuối cùng là 753 K, hoặc 479 °C, hoặc 896 °F, nhiều hơn nhiệt độ cháy của nhiều nhiên liệu. Đây là lý do vì sao động cơ nén cao cần nhiên liệu được chế tạo đặc biệt để không tự đốt cháy (mà sẽ gây ra sự roóc máy khi vận hành dưới điều kiện nhiệt độ và áp suất này), hoặc một bộ siêu nạp với một thiết bị làm mát chất lỏng để làm tăng cao áp suất nhưng tăng ít nhiệt độ hơn sẽ tạo ra lợi thế. Động cơ Diesel còn vận hành kể cả dưới điều kiện khắc nghiệt hơn, với tỷ lệ nén điển hình là 20:1 hoăc nhiều hơn, để tạo ra nhiệt độ khí rất cao mà đảm bảo đốt cháy nhiên liệu bơm vào ngay lập tức.

### Giãn nở tự do đoạn nhiệt của khí
Đối với sự giãn nở tự do đoạn nhiệt của khí lý tưởng, khí được chứa trong một vật chứa cách ly và có thể giãn nở trong chân không. Vì không có áp lực bên ngoài nào khiến khí nở ra, công thực hiện bởi hoặc vào hệ bằng 0. VÌ quá trình này không liên quan đến truyền nhiệt hoặc công, định luật một nhiệt động lực học chỉ ra rằng tổng thay đổi nội năng của hệ bằng 0. Đối với một khí lý tưởng, nhiệt độ vẫn không đổi vì nội năng chỉ phụ thuộc vào nhiệt độ trong trường hợp đó. Bởi vì ở nhiệt độ không đổi, entropy tỷ lệ với thể tích, entropy tăng lên trong trường hợp này, do đó quá trình này không thuận nghịch.

## Vẽ đồ thị đường đoạn nhiệt
Một đường đoạn nhiệt là một đường cong với entropy không đổi trên biểu đồ P–V. Một số tính chất của đường đoạn nhiệt trên 'biểu đồ 'P–V được chỉ ra. Những tính chất này có thể được đọc từ hành vi cổ điển của khí lý tưởng, trừ trong vùng mà PV trở nên nhỏ (nhiệt độ thấp), nơi hiệu ứng lượng tử trở nên quan trọng.
1. Mỗi đường đoạn nhiệt tiến đến một cách tiệm cận cả trục V và trục P (giống như đường đẳng nhiệt).
2. Mỗi đường đoạn nhiệt cắt đường đẳng nhiệt đúng một lần.
3. Đường đoạn nhiệt nhìn giống đường đẳng nhiệt, từ trong quá trình giãn nỡ, đường đoạn nhiệt mất nhiều áp suất hơn đường đẳng nhiệt, nên nó có độ nghiêng dốc hơn (thẳng hơn).
4. Nếu đường đẳng nhiệt lõm về phía đông bắc (45°), thì đường đoạn nhiệt lõm về phía đông đông bắc (31°).
5. Nếu đường đoạn nhiệt và đường đẳng nhiệt được vẽ với các khoảng thời gian đều đặn của entropy và nhiệt độ, lần lượt (như cao độ trong bản đồ đường đồng mức), thì khi mắt di chuyển về phía trục (về phía tây nam), mật độ của đường đẳng nhiệt không đổi, nhưng mật độ của đường đoạn nhiệt tăng lên. Trường hợp ngoại lệ là rất gần nhiệt độ không tuyệt đối, nơi mật độ đường đoạn nhiệt giảm mạnh và trửo nên hiếm (xem Định lý Nernst).

Sơ đồ sau đây là sơ đồ P-V với sự chồng chất của những đường đoạn nhiệt và đẳng nhiệt:
Đường đẳng nhiệt là đường đỏ và đường đoạn nhiệt là đường đen.
Đường đoạn nhiệt là đẳng entropy.
Thể tích là trục hoành và áp suất là trục tung.

## Từ nguyên
Trong tiếng Anh, đoạn nhiệt là adiabatic /ˌædiəˈbætɪk/, nghĩa đen là 'không để bị đi qua'. Nó hình thành từ từ phủ định ἀ- ("không") của Hy Lạp cổ đại và διαβατός, "có thể bị đi qua", có nguồn gốc từ διά ("qua"), và βαῖνειν ("đi"), tạo thành từ ἀδιάβατος. Theo Maxwell, và Partington, thuật ngữ này được Rankine giới thiệu.
Nguồn gốc từ nguyên ở đây diễn tả sự truyền năng lượng bằng nhiệt và truyền vật chất qua tường không thể xảy ra.